# Kałużna (województwo dolnośląskie)
Kałużna – wieś w Polsce położona w województwie dolnośląskim, w powiecie lubańskim, w gminie Olszyna. Kałużna to niewielka osada leżąca na Pogórzu Izerskim, we Wzniesieniach Radoniowskich, na wysokości około 350–380 m n.p.m.
W latach 1975–1998 miejscowość administracyjnie należała do województwa jeleniogórskiego.